# 扎烏德肯皮耶鄉

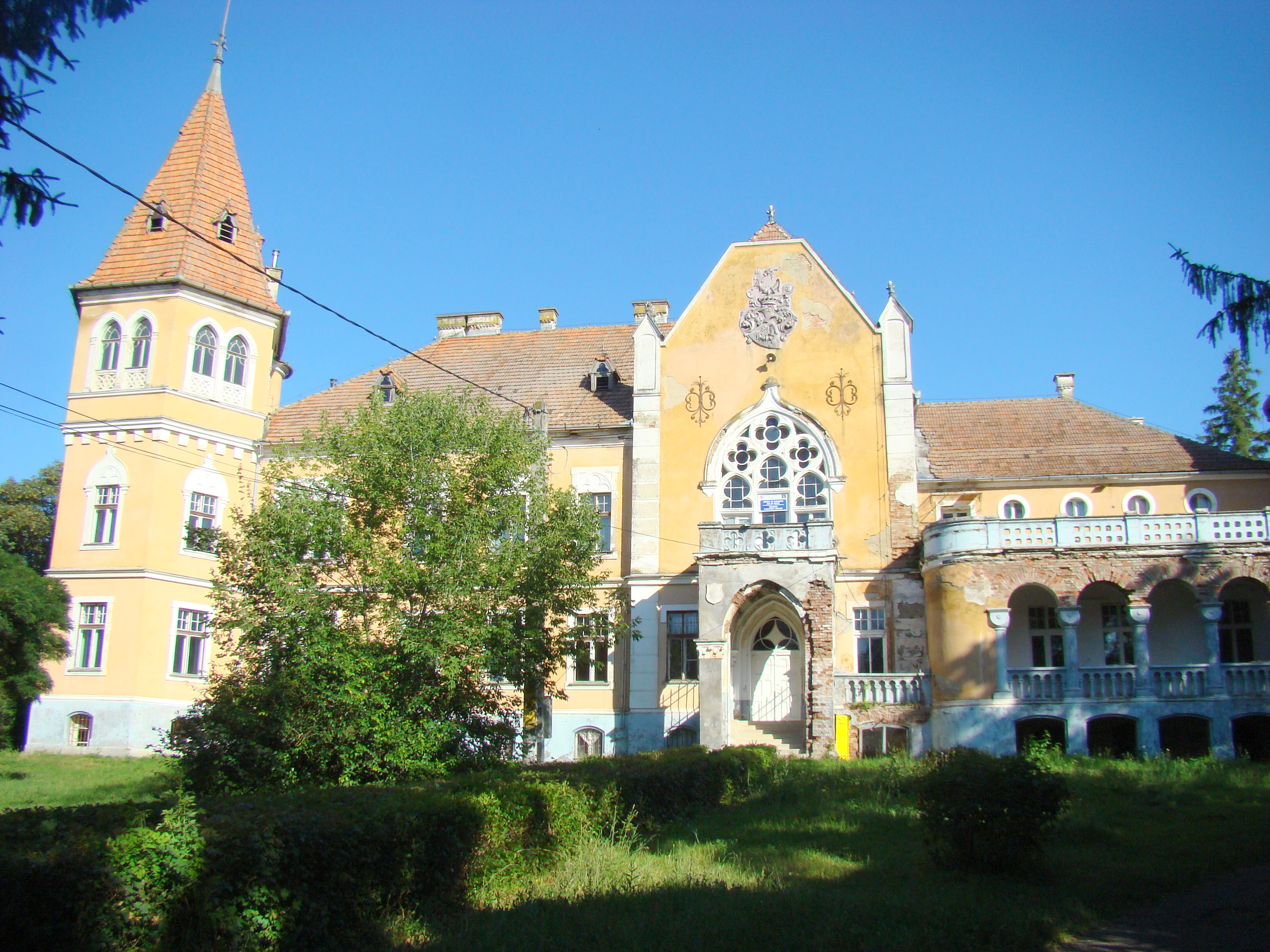

46°36′N 24°08′E / 46.6°N 24.13°E
扎烏德肯皮耶鄉（羅馬尼亞語：Comuna Zau de Câmpie, Mureș），是羅馬尼亞的鄉份，位於該國中部，由穆列什縣負責管轄，面積50平方公里，海拔高度307米，2007年人口3,447，人口密度每平方公里69人。